# Ligation

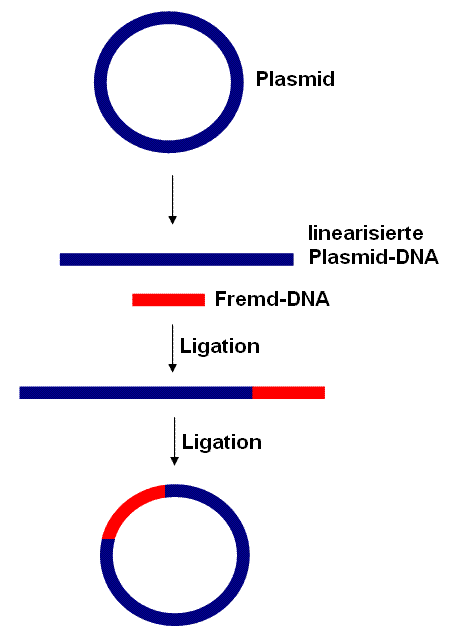
Ligation bei Fremd-DNA-Einbau in Plasmid

Unter Ligation versteht man in der Molekularbiologie die enzymkatalysierte Verknüpfung zweier DNA- oder RNA-Segmente an ihren Enden. Dabei wird das 3'-Hydroxy-Ende mit dem 5'-Phosphat-Ende der Nukleinsäurensegmente mit Hilfe des Enzyms Ligase durch Ausbildung einer Phosphodiesterbindung verbunden. Der Vorgang gilt als essentiell für alle Lebewesen, da er ein wichtiger Schritt bei der Replikation und der DNA-Reparatur ist.
Die Entdeckung der Ligase in den Laboratorien von M. Gellert, I. R. Lehman, C. C. Richardson, and J. Hurwitz im Jahr 1967 war ein Durchbruch für die Molekularbiologie. Anwendung findet die Ligation zum Beispiel beim Klonieren. „Fremde“ DNA wird dabei in ein Plasmid eingebracht. Das Plasmid wird dazu mit Restriktionsenzymen geschnitten (linearisiert). Die ebenfalls lineare fremde DNA wird zusammen mit dem geschnittenen Plasmid und einer Ligase, in den meisten Fällen T4-DNA-Ligase, inkubiert, wobei die Enden jeweils miteinander kovalent verknüpft werden. 
Seltener werden auch zwei RNA-Moleküle miteinander durch Ligation verknüpft. Um die Ausbeute zu steigern wird häufig ein sogenannter DNA-splint verwendet, der zu den Enden der beiden RNAs komplementär ist und diese so in räumliche Nähe bringen kann. Diese Art der Ligation wird nach den Autoren der Erstbeschreibung, M. J. Moore und P. A. Sharp, häufig als Moore-Sharp DNA-splinted RNA ligation bezeichnet.